# Jekaterina Puzanova
Jekaterina Puzanova (rusko Екатерина Пузанова), ruska atletinja, * 1. januar 1979.
Ni nastopila na poletnih olimpijskih igrah. Na evropskih dvoranskih prvenstvih je v teku na 1500 m osvojila naslov prvakinje leta 2002. Leta 2003 je prejela dvoletno prepoved nastopanja zaradi dopinga.